# Министерство природных ресурсов Канады
Министерство природных ресурсов Канады (англ. Deepartment of Natural Resources, фр. Ressources Naturelles) — орган исполнительной власти Канады, который отвечает за природные ресурсы, энергетику, полезные ископаемые и металлы, лес, науку о Земле, картографию и дистанционное зондирование. Создано в 1995 году путём объединения ныне прекратившего своё существование Министерства энергетики, горнорудной промышленности, ресурсов и Министерства лесного хозяйства. Министерство природных ресурсов Канады работает с целью обеспечить ответственное развитие природных ресурсов Канады, в том числе энергетики, лесов, полезных ископаемых и металлов. Министерство также сотрудничает с американскими и мексиканскими правительственными учеными и наряду с Комиссией по экологическому сотрудничеству по созданию североамериканского экологического атласа, описывающего и отслеживающего экологические проблемы с континентальной точки зрения.
Согласно канадской конституции, ответственность за природные ресурсы принадлежит провинциям, а не федеральному правительству. Тем не менее, федеральное правительство обладает юрисдикцией в отношении оффшорных ресурсов, торговли и коммерции в секторе природных ресурсов, статистики, международных отношений и границ. Нынешним министром природных ресурсов является Симас О’Риган с 20 ноября 2019 года.

## Структура
- Лесная служба Канады
- Отдел корпоративного управления и сферы услуг
- Отдел науки о Земле
- Энергетический отдел
- Сектор инновационных и энергетических технологий
- Полезные ископаемые и металлы
- Сектор интеграции науки и политики
- Отдел по связям с общественностью и управления портфелем
- Управление общих служб
- Совет по географическим названиям Канады